# Société historique et scientifique des Deux-Sèvres
La Société historique et scientifiques des Deux-Sèvres (SHSDS) est une société savante fondée en 1904 à Niort, par Théophile Léaud.

## Historique
Cette société est créée sur la proposition de Théophile Léaud en 1904.
La Société Historique et Scientifique des Deux-Sèvres est l’héritière de la Société de Statistique, Sciences, Lettres et Arts du département des Deux-Sèvres, fondée à Niort en 1836. Cette société a eu un rôle déterminant pour la conservation et la diffusion du capital culturel du département des Deux-Sèvres.
Les musées de la ville de Niort lui doivent une partie de leurs collections d’art et d’archéologie, dévolues à la municipalité niortaise en 1943.
Théophile Léaud est le premier président de la S.H.S.D.S.

## Objectifs de la société
La Société historique et scientifique des Deux-Sèvres a pour but de :
- valoriser l'histoire et l'archéologie des Deux-Sèvres ;
- veiller à la conservation de tous monuments, vestiges et objets présentant un intérêt historique, archéologique, artistique ou scientifique ;
- porter à la connaissance du public ses travaux de recherche.

## Actions de la société
La Société historique et archéologique de l'Orne mène les actions suivantes :
- publication d'un bulletin trimestriel et une collection intitulée « Mémoires et documents » des travaux de recherches effectués par ses membres sur l'histoire et à l'archéologie du département de l'Orne ou des régions limitrophes. Elle publie également des documents et travaux inédits concernant le département de l'Orne ;
- organisation de conférences, à Niort et dans les autres villes du département ;
- ouverture de la  bibliothèque de la société aux Archives départementales des Deux-Sèvres ;
- organisation d'excursions dans le département des Deux-Sèvres et dans les régions limitrophes.

Pour ses propres besoins et ceux de ses correspondants, la société conserve dans les locaux de son siège, une partie importante de la documentation produite par ses membres, ainsi qu’une bibliothèque d’ouvrages anciens légués surtout au XIXe siècle. Cette documentation constitue aujourd’hui une base de connaissance sur la région particulièrement riche et consultable sur rendez-vous, avec possibilité d’achat des documents produits par la Société depuis 100 ans, mais aussi par la Société de Statistique entre 1840 et 1892.
Publications disponibles en ligne :
- Bulletins de la Société de statistique, sciences, lettres et arts du département des Deux-Sèvres de 1851 à 1888 Bulletins sur Gallica
- Bulletin de la Société historique et scientifique des Deux-Sèvres de 1912 à 1938 Bulletins sur Gallica
- Mémoires de la Société de statistique, sciences, lettres et arts du département des Deux-Sèvres de 1838 à 1891 Mémoires sur Gallica
- Mémoires de la Société historique et scientifique des Deux-Sèvres, de 1905 à 1921 Mémoires sur Gallica